# Hředle (okres Beroun)
Hředle (německy Haspeln) jsou obec v okrese Beroun ve Středočeském kraji, asi 8 km severně od Hořovic. Žije zde 408 obyvatel.
Obec leží podél Stroupinského potoka.

## Historie
První písemná zmínka o obci pochází z roku 1336.

## Obecní správa

### Části obce
- Hředle (k. ú. Hředle u Zdic)

K obci patří také Nový Mlýn a Stroupínský Mlýn.
Sousedními obcemi sídla jsou Svatá, Zdice, Chlustina, Točník, Žebrák, Broumy a Březová.

### Územněsprávní začlenění
Dějiny územněsprávního začleňování zahrnují období od roku 1850 do současnosti. V chronologickém přehledu je uvedena územně administrativní příslušnost obce v roce, kdy ke změně došlo:
- 1850 země česká, kraj Praha, politický i soudní okres Hořovice[4]
- 1855 země česká, kraj Praha, soudní okres Hořovice
- 1868 země česká, politický i soudní okres Hořovice
- 1939 země česká, Oberlandrat Plzeň, politický i soudní okres Hořovice[5]
- 1942 země česká, Oberlandrat Praha, politický okres Beroun, soudní okres Hořovice[6]
- 1945 země česká, správní i soudní okres Hořovice[7]
- 1949 Pražský kraj, okres Hořovice[8]
- 1960 Středočeský kraj, okres Beroun
- 2003 Středočeský kraj, obec s rozšířenou působností Hořovice

## Společnost

### Rok 1932
V obci Hředle (667 obyvatel) byly v roce 1932 evidovány tyto živnosti a obchody: 3 hostince, konsum Včela, kovář, krejčí, 2 mlýny, obuvník, pila, pohlednice, řezník, 2 obchody se smíšeným zbožím, 2 trafiky, 2 truhláři.

### Současnost
V západní části obce stojí areál bývalé vojenské záložní nemocnice z roku 1974 přestavěný na domov pro seniory.

## Pamětihodnosti
- Zemědělský dvůr č.p. 28

## Doprava

### Dopravní síť
Do obce vedou silnice III. třídy. Železniční trať ani stanice či zastávka na území obce nejsou.

### Autobusová doprava 2024
Autobusovou dopravu v obci Hředle zajišťuje společnost Arriva Střední Čechy. Obec je součástí Pražské integrované dopravy (PID). V obci se nachází zastávka Hředle. Autobusová linka 526 propojuje Zdice, Bavoryni, Hředle, Chlustinu, Žebrák, Točník a Bzovou.